# Língua heiltsuk
Heiltsuk /ˈheɪltsək/, é um dialeto da língua norte Wakashana (Kwakiutlan) de nome Heiltsuk-Oowekyala que é falada pelos povos das Primeiras nações Haihai (Xai'xais) e Bella Bella, do Distrito Regional do Litoral Central da Colúmbia Britânica, nas comunidades de Bella Bella e Klemtu. Em Bella Bella  fica a sede do governo da Nação Heiltsuk.
Essas comunidades Bella Bella e Klemtu ficam nas ilhas costeiras de Colúmbia Britânica, não muito longe de Bella Coola e Ocean Falls. O Heiltsuk  é uma das quatro línguas do Wakashanas setentrionais, sendo as outras Haisla (falada em Kitimaat), Oowekyala (em Rivers Inlet) e Kwakwala (em Alert Bay, Port Hardy, e vários assentamentos)."

## Escrita
A língua Heiltsuk usa uma forma bastante particular e fonológica do alfabeto latino com extenso uso de diacríticos. As letras são u̓, ’ǎ/’, e, ?, b, p, p̓, m, ṃ́, ṃ, m̓, d, t, t̓, n, ṇ́, ṇ, n̓, ṇ̓, z, c, c̓, s, λ, ƛ, ƛ̓,  ɫ, l, ḷ́, ḷ, l̓, ḷ̓, g, k, k̓, x, y, í, i, y̓, i̓, gv, kv, k̓v, xv, w, ú, u, w̓, u̓, ǧv, qv, q̓v, x̌v, ǧ, q, q̓, x̌, h, á, a, h̓, a.